# Diego Ulissi

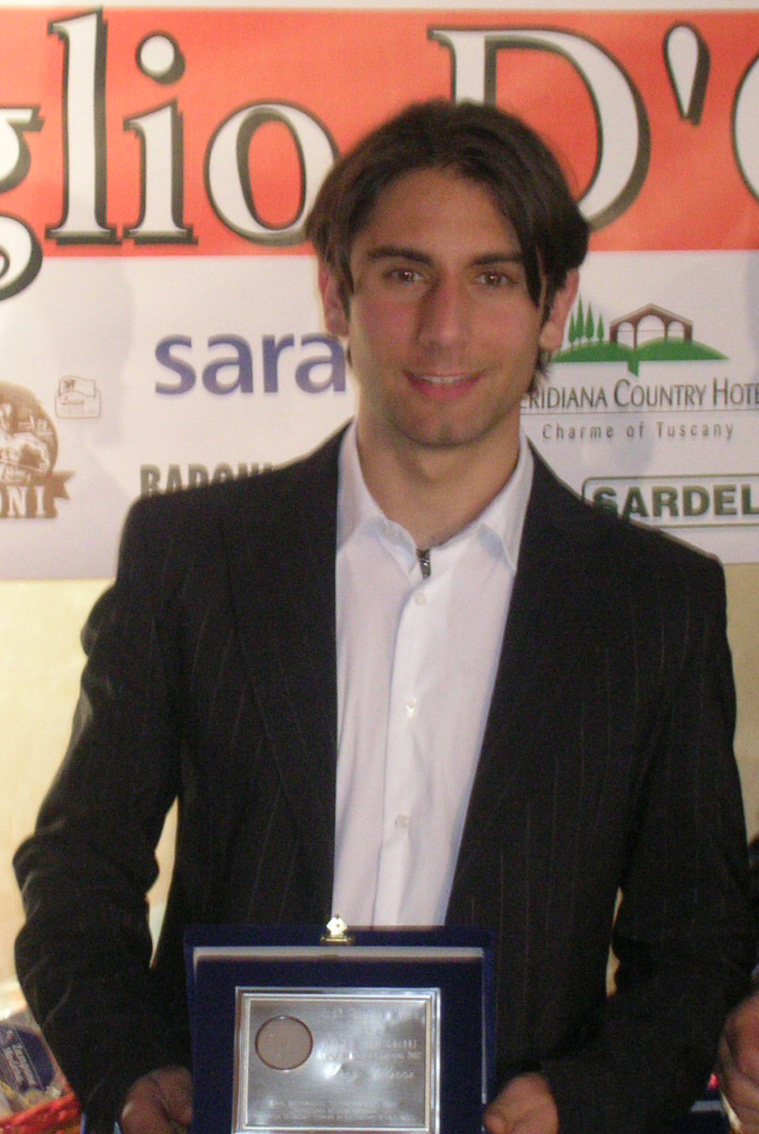
Diego Ulissi.

Diego Ulissi, född 15 juli 1989 i Cecina, är en tävlingscyklist från Italien. Ulissi blev professionell med Lampre-Farnese Vini inför säsongen 2010.

## Karriär
Diego Ulissi vann Världsmästerskapens linjelopp för juniorer 2006 och 2007.
Ulissi vann de italienska nationsmästerskapen i tempolopp för amatörcyklister 2005. Samma år blev han bronsmedaljör på European Youth Olympic Festival.
Under året 2006 vann han Tre Ciclistica Bresciana, men också tvåa etapper av tävlingen. Han vann också Trofeo San Rocco och etapper på Giro della Lunigiana. Han slutade tvåa på Giro della Lunigiana bakom Daniele Ratto. Han blev också guldmedaljör under Världsmästerskapens linjelopp för juniorer framför Niki Østergaard och Tony Gallopin.
Ytterligare en guldmedalj på Världsmästerskapens linjelopp för juniorer tog han under säsongen 2007, den gången framför sina landsmän Daniele Ratto och Elia Favilli. Under året vann han tvåa etapper på Tre Ciclistica Bresciana, innan han vann tävlingen sammanlagt framför Omar Lombardi och Enrico Battaglin. Han slutade trea i de italienska nationsmästerskapen i tempolopp för juniorcyklister. Han slutade trea i Trofeo Buffoni.
Under 2008 vann han den italienska tävlingen Trofeo Tempestini Ledo framför Pierpaolo De Negri och Enrico Magazzini. Säsongen därpå slutade Diego Ulissi trea på GP Pretola.

## Meriter
2006
1:a, etapp 3a, Tre Ciclistica Bresciana
1:a, etapp 3b, Tre Ciclistica Bresciana
1:a, Tre Ciclistica Bresciana
1:a, Trofeo San Rocco
1:a, Världsmästerskapen, junior - linjelopp
1:a, etapp 3, Giro della Lunigiana
2007
1:a, etapp 3a, Tre Ciclistica Bresciana
1:a, etapp 3b, Tre Ciclistica Bresciana
1:a, Tre Ciclistica Bresciana
1:a, Världsmästerskapen, junior - linjelopp
2008
1:a, Trofeo Tempestini Ledo
2009
3:a, GP Pretola

## Stall
- Lampre-Farnese Vini 2010–